# Глєбов Микола Якович
Микола Якович Глєбов (рос. Николай Яковлевич Глебов; нар. 27 квітня 1909, Санкт-Петербург, Російська імперія — пом. 16 січня 1996, Москва, Росія) — радянський російський футболіст та тренер, виступав на позиції центрального півзахисника. Майстер спорту СРСР. Заслужений тренер РРФСР (1970).

## Клубна кар'єра
Футбольну кар'єру розпочав 1925 року в московському «Нарпіті». У 1928 році прийняв запрошення від іншої московської команди, МОГЕС. На початку 1930 році перейшов до «Електрозаводу» (Москва). У 1930 році у складі збірної Москви виграв турнір профсоюзу металістів. У 1935 році перебрався до московської «Енергії». У 1938 році повернувся до електрозаводської команди, яка змінила назву на «Сталінець», у футболці якого 1939 року й завершив кар'єру футболіста.

## Кар'єра тренера
Учасник Німецько-радянської війни. По завершенні Другої світової війни розпочав тренерську діяльність. З 1945 по 1947 рік був головою центральної ради ДСТ «Торпедо». З 1952 по 1957 рік тренував «Торпедо» (Горький), «Торпедо» (Ростов-на-Дону) (в ростовському клубі працював асистентом), «Торпедо» (Сталінград). У 1958 році очолив сімферопольський «Авангард», яким керував до 1959 року. Потім тренував «Кайрат» (Алмати), «Молдову» (Кишинів), «Волгу» (Горький), «Спартак» (Рязань), «Крила Рад» (Самара), «Арарат» (Єреван), «Алга» (Фрунзе), СКА (Ростов-на-Дону) та «Зірку» (Перм). Протягом багатьох років входив до тренерських рад Федерації футболу СРСР та РРФСР.

## Досягнення

### Як тренера
«Арарат» (Єреван)
- Чемпіонат СРСР
  -  Срібний призер (1): 1971

### Відзнаки
- Майстер спорту СРСР
- Заслужений тренер СРСР (1970)